# 시게무라 도시미쓰
시게무라 도시미쓰(일본어: 重村智計, 1945년 9월 30일 ~ )는 일본의 언론인이자 학자이다.
마이니치 신문사 기자였으나, 2000년 퇴사 후 대학으로 이동하여 2004년부터 와세다 대학 국제교양학부 교수로 활동중이다. 현 마이니치 신문사 객원편집위원이다. 한반도 정세를 주요 전문분야로 북한 관련 분석으로 유명하다. 관련된 저서 출판 및 방송 활동도 하고 있다. 현 일본뉴스시사능력검정협회 이사이다.
시게무라의 주요 주장(김정일 대역설)에 대해서 학자들의 비판이 있다.

## 경력
- 1975년 ~ 1976년　　　고려대학교 대학원 연구원
- 1979년 ~ 1985년　　　마이니치 신문사 서울 특파원
- 1985년 ~ 1986년　　　스탠포드 대학 연구원
- 1989년 ~ 1994년　　　마이니치 신문사 워싱턴DC 특파원
- 1994년 ~ 2000년　　　마이니치 신문사 논설위원
- 2000년 ~ 2004년　　　다쿠쇼쿠 대학 국제개발학부 교수
- 2000년 ~ 2002년　　　국제교류기금 일미센터 아베 연구원
- 2004년 ~　　　　　　　와세다 대학 국제교양학부 교수